# 方言学
方言学（ほうげんがく、英語：dialectology）とは、方言についての言語学。

## 概要
研究の対象とするのは方言であるが、そもそも方言と言語との区別は必ずしも明確でない。例えば上海語は中国語の一方言であるが、北京語を母体とする普通話との差は、別々の言語とされるスペイン語とポルトガル語以上に大きい。
つまり、純粋に言語構造としての見方と、社会・国家の下での言語の見方は、必ずしも一致しないわけである。

## 歴史

### 近代以前
方言学は「ことばの地域差」を意識するところから始まる。というのも、一般に方言学が関心を寄せるのは、言語の地域変種または社会変種としての特性、その成因、分布、通時的変化などであり、いわば一般言語学とはある程度違う視点を持つからである。その例として顕著なものに「古語は方言に残る」という考えがある。これは藤原定家の作と伝えられている歌学書『愚秘抄』（平安末期頃に成立か）が最初とされる。また明覚の『悉曇要訣』（1101年頃に成立か）にも類似した思想が見られる。
方言についての体系的記述は、イエズス会のロドリゲスによる文法書『日本大文典』に見られる。これは地域差の事実を記述したものとして厚みがあるが、発音や文法が主で語彙の記述はなく、すぐに研究を発展させるものには成り得なかった。なお『日葡辞書』には約400語の方言が所収されている。
江戸時代に入ると、「古語は方言に残る」という考えは一層有力になる。例えば本居宣長の『玉勝間』や荻生徂徠の『南留別志』などに、そのような旨の言及が見られる。この他に安原貞室の『片言』や小林一茶の『方言雑集』など、俳人たちによる文献がある。とりわけ越谷吾山の『物類称呼』は大規模な方言集で、各地の異称を同一平面上に並べてみようとする姿勢から、忘れ去られた可能性のある方言語彙を数多く記載している。

### 近代以降
明治以降、いわゆる標準語の形成に関心が高まると、国家的規模の方言調査が、文部省内に設置された国語調査委員会によって執行された。学術的な研究調査の成果として、とりわけ『音韻調査報告書』（1905年）や『口語法調査報告書』（1906年）などが注目される。しかし、1913年に国語調査委員会は行政整理の名の下に廃止され、その膨大な資料も関東大震災によって焼失した。

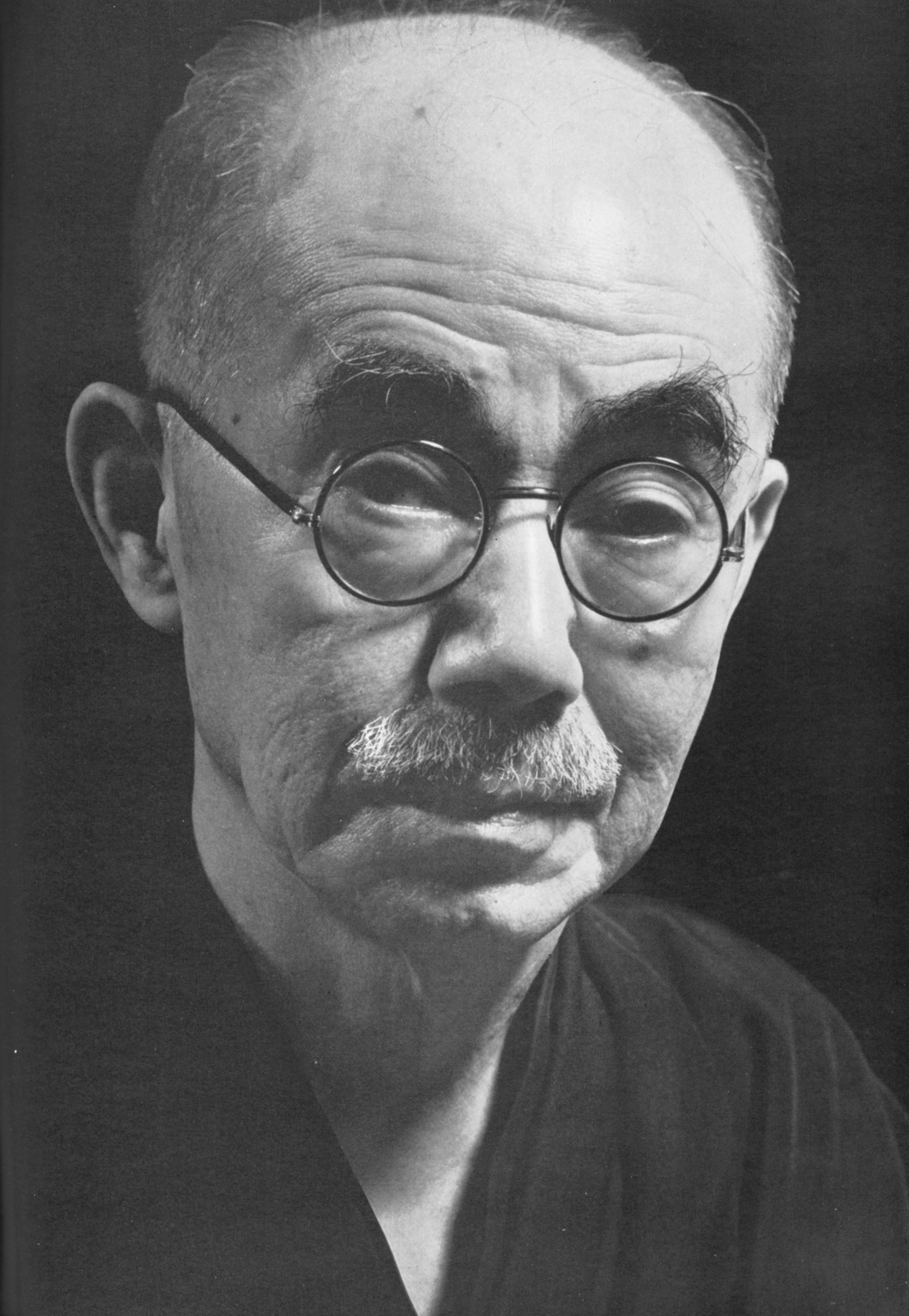
柳田國男
「蝸牛考」以外にも方言に関係する文章を多く執筆している。

こうして方言学は、大正時代に一旦は衰退したが、昭和時代の初期に至って再び活況を呈するようになった。1927年に東条操の「方言区画論」と、柳田國男の「方言周圏論」が発表されたのである。東条は『大日本方言地図』と『国語の方言区画』を出版し、全国を「内地」と「琉球」に分類し、次いで「内地」を「本州」と「九州」に細分化し、さらに「本州」を「東部」「中部」「西部」に細分化した。その後、幾度の修正を加えていき、最終的には「東部方言」「西部方言」「九州方言」に落着した。一方で柳田は、「日本の各地では蝸牛をどのように呼ぶのか」という問題意識に基づいた論文「蝸牛考」を『人類学雑誌』に連載した。柳田は「京都を中心として同心円状に分布している」という事実から、「方言は文化の中心地で生まれた言葉が順次周囲に拡散して成立したもの」とした。
この他に注目すべき研究としては、比較言語学の方法論を応用して方言間の比較から祖語を再構しようとする比較方言学がある。例えば服部四郎は、諸方言のアクセントに整然とした型の対応が見られることを指摘し、比較言語学の手法によって系統について論じた。こうした服部の研究は、とりわけアクセント方面において、金田一春彦や平山輝男などを中心に発展した。
戦後には、国立国語研究所のような機関によって大規模な共同研究が開始されるようになり、各地の方言全体を体系的に扱うようになったほか、社会構造などから多角的に追究されるようになった。

## 隣接した分野
方言学は民族学、歴史学、社会学、民俗学、地理学など、周辺分野との学際的な研究が多い。例えば言語地理学では、方言の地理的分布を元に言語史を追究する。